# باتريك مانينغ (مجدف)
باتريك مانينغ (بالإنجليزية: Patrick Manning)‏ هو مجدف أمريكي، ولد في 5 يونيو 1967 في بكبسي في الولايات المتحدة.

## وصلات خارجية
- باتريك مانينغ على موقع الاتحاد الدولي للتجديف (الإنجليزية)
- باتريك مانينغ على موقع اللجنة الأولمبية الدولية (الإنجليزية)
- باتريك مانينغ على موقع أوليمبيديا (الإنجليزية)